# Diomédé
Diomédé (řecky Διομήδη, latinsky Diomede) je v řecké mytologii žena z národa Lapithů.
Stala se královnou ve Spartě, když se provdala za následníka trůnu Amykla. Ten byl synem Lakedaimóna, který založil novou zemi na území říčního boha Euróta a vybudoval nové hlavní město, nazvané po své manželce Spartě.
Amyklás a Diomédé měli syna Hyakintha, který se přátelil s bohy, zejména Apollónem. To také později způsobilo jeho nešťastnou smrt. Následníkem na královském trůnu se stal starší syn Kynortás.